# Arca di san Domenico
L'arca di san Domenico è il monumento sepolcrale realizzato per Domenico di Guzmán (morto a Bologna il 6 agosto 1221). Si trova nella basilica di San Domenico di Bologna, più precisamente nella cappella di San Domenico, aperta sulla navata destra della basilica. L'aspetto attuale è il frutto di diversi interventi effettuati tra il XIII e il XVIII secolo.
È una delle più importanti opere d'arte della città anche per testimonianze lasciate da Nicola Pisano, fra' Guglielmo e Arnolfo di Cambio, Niccolò dell'Arca, Michelangelo e Alfonso Lombardi.

## Storia
Domenico di Guzmán morì a Bologna il 6 agosto 1221, nel convento da lui istituito e che oggi prende il nome di convento di San Domenico. Sepolto inizialmente nell'altare della piccola e oggi scomparsa chiesa conventuale di San Nicolò delle Vigne, nel 1233 la sua salma fu posta in una cassa di cipresso, racchiusa in un semplice sarcofago marmoreo, e traslata dietro l'altare di una cappella laterale della navata sinistra della nuova basilica in corso di costruzione. Il 13 luglio 1234, Domenico fu canonizzato da papa Gregorio IX e in seguito a tale evento e all'espansione dell'ordine domenicano i pellegrini cominciarono ad accorrere sempre più numerosi a visitare il sepolcro del santo, accalcandosi sul piccolo sarcofago marmoreo che diventò ben presto inadeguato.
Si decise quindi di ricollocare i resti del santo in un monumento più insigne, innalzandolo per renderlo più visibile. Nacque quindi il primo nucleo medievale dell'arca con sei pannelli marmorei, decorati ad altorilievo e descriventi sei scene della vita del santo, per racchiudere il nuovo sarcofago. L'opera fu commissionata a Nicola Pisano nel 1264 e portata a compimento il 5 giugno 1267. Alla sua esecuzione parteciparono anche alcuni allievi, quali Arnolfo di Cambio, Lapo e Donato (questi ultimi citati da Giorgio Vasari, ma non altrimenti noti) e il converso domenicano Guglielmo da Pisa. Il sarcofago parallelepipedo in origine poggiava su quattro (forse sei o otto) colonne cariatidi, alcune delle quali si conservano oggi fuori contesto (Museo del Bargello a Firenze, Museum of Fine Arts a Boston e Museo del Louvre a Parigi).
Nel 1411 l'arca fu spostata nel transetto destro della chiesa, nel frattempo trasformato in cappella dedicata al santo fondatore.
Nei secoli successivi furono eseguite importanti aggiunte all'originaria arca medievale. Nel XV secolo Niccolò da Bari (o "d'Apulia", detto appunto "dell'Arca") eseguì la decorazione della cimasa sopra il sarcofago di Nicola Pisano e realizzò l'angelo reggitorcia di sinistra (1469-1473). Alla fine dello stesso secolo il giovane Michelangelo contribuì con alcune piccole ma significative statue: quella di San Petronio, di San Procolo e l'angelo reggicandelabro di destra (1494). Il secolo successivo Alfonso Lombardi eseguì la stele sotto il sarcofago (e sopra l'altare) raffigurante l'Adorazione dei Magi e scene della vita del santo (1532).
All'inizio del XVII secolo venne realizzata l'attuale cappella di San Domenico e l'arca venne spostata nella locazione attuale.
Infine Jean-Baptiste Boudard eseguì il bassorilievo sotto l'altare con la morte di San Domenico (1768).

## Descrizione e stile

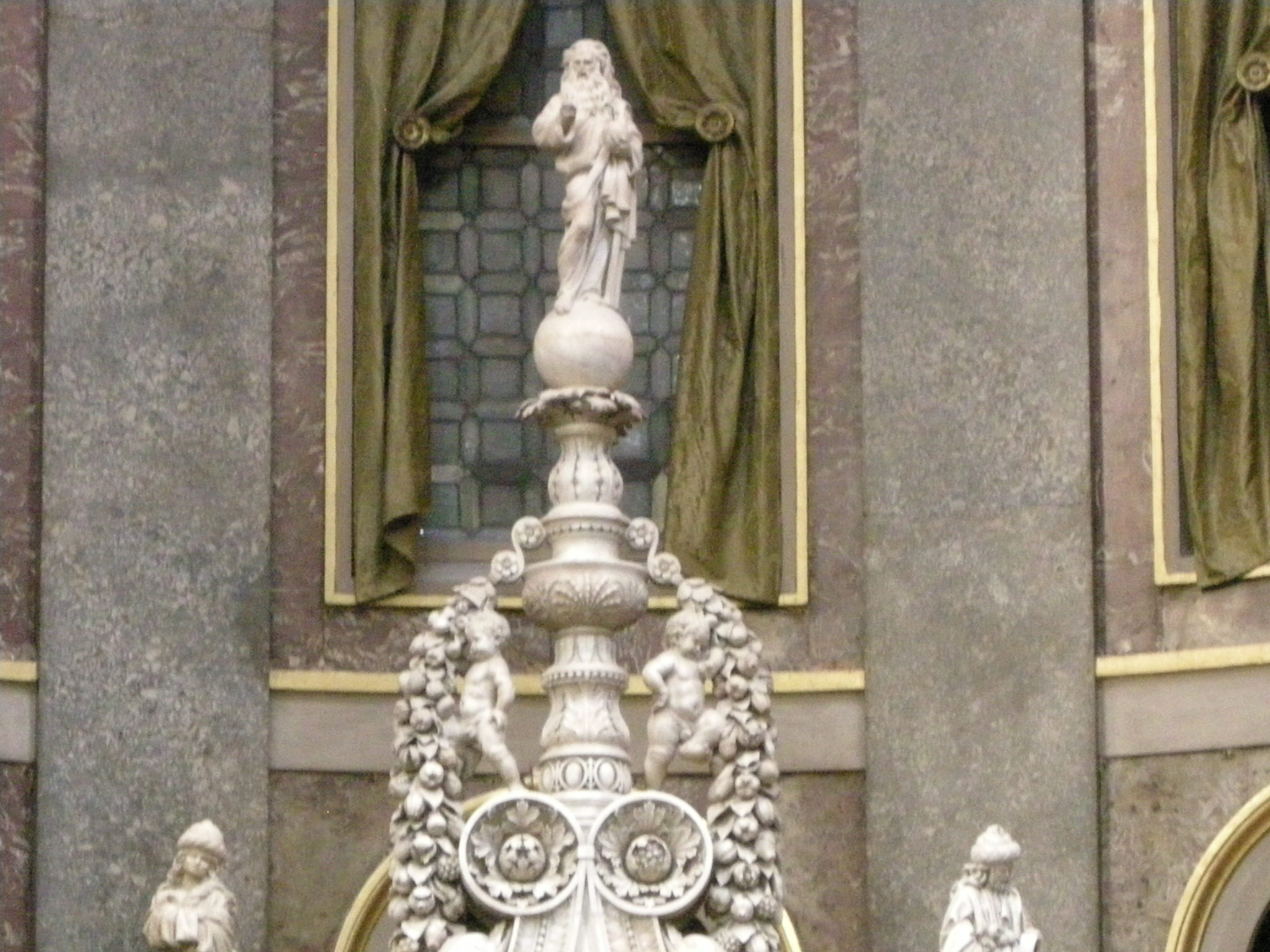
Parte alta della cimasa di Niccolò dell'Arca (1469-1473)

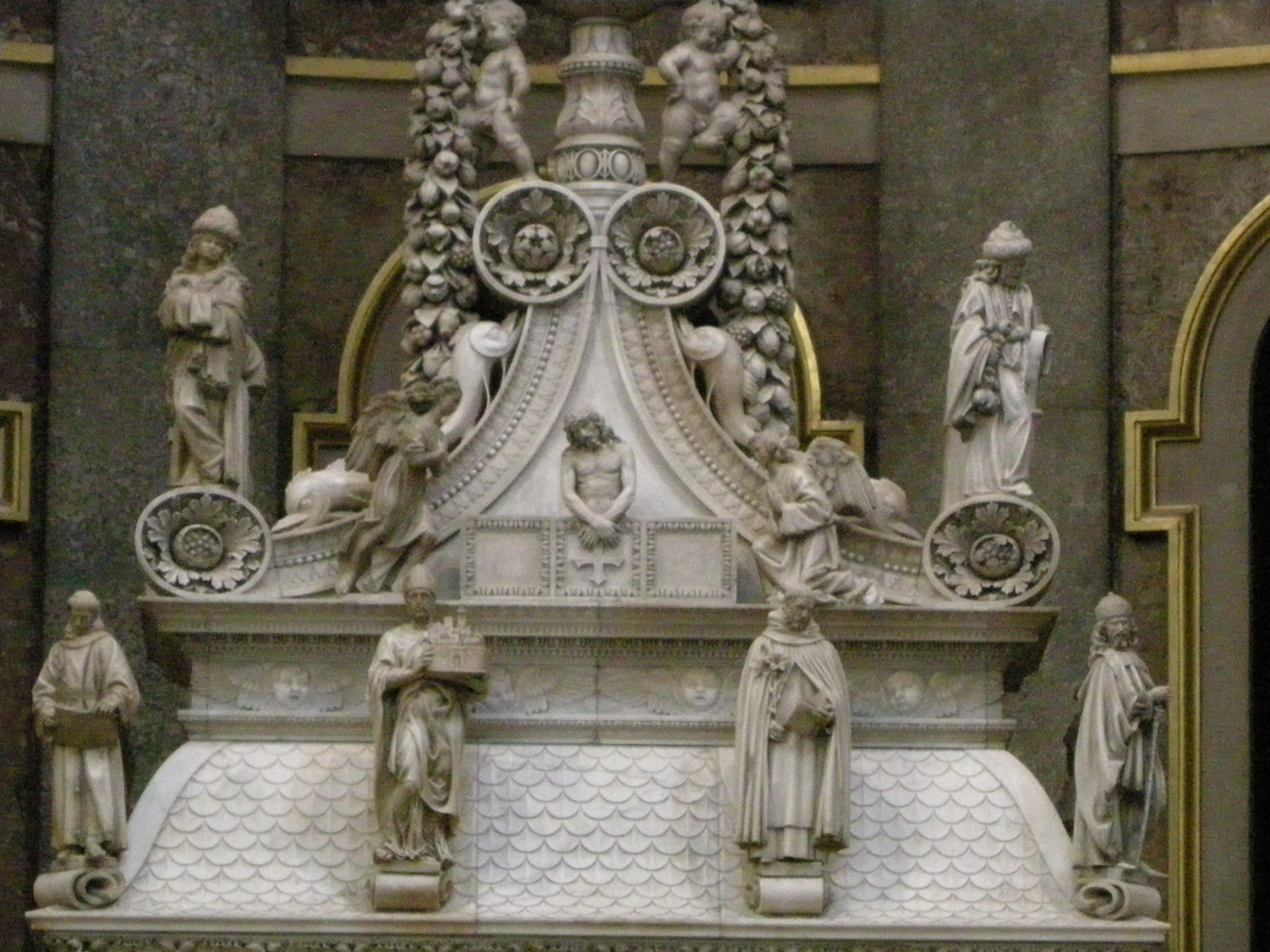
Parte bassa della cimasa di Niccolò dell'Arca (1469-1473)

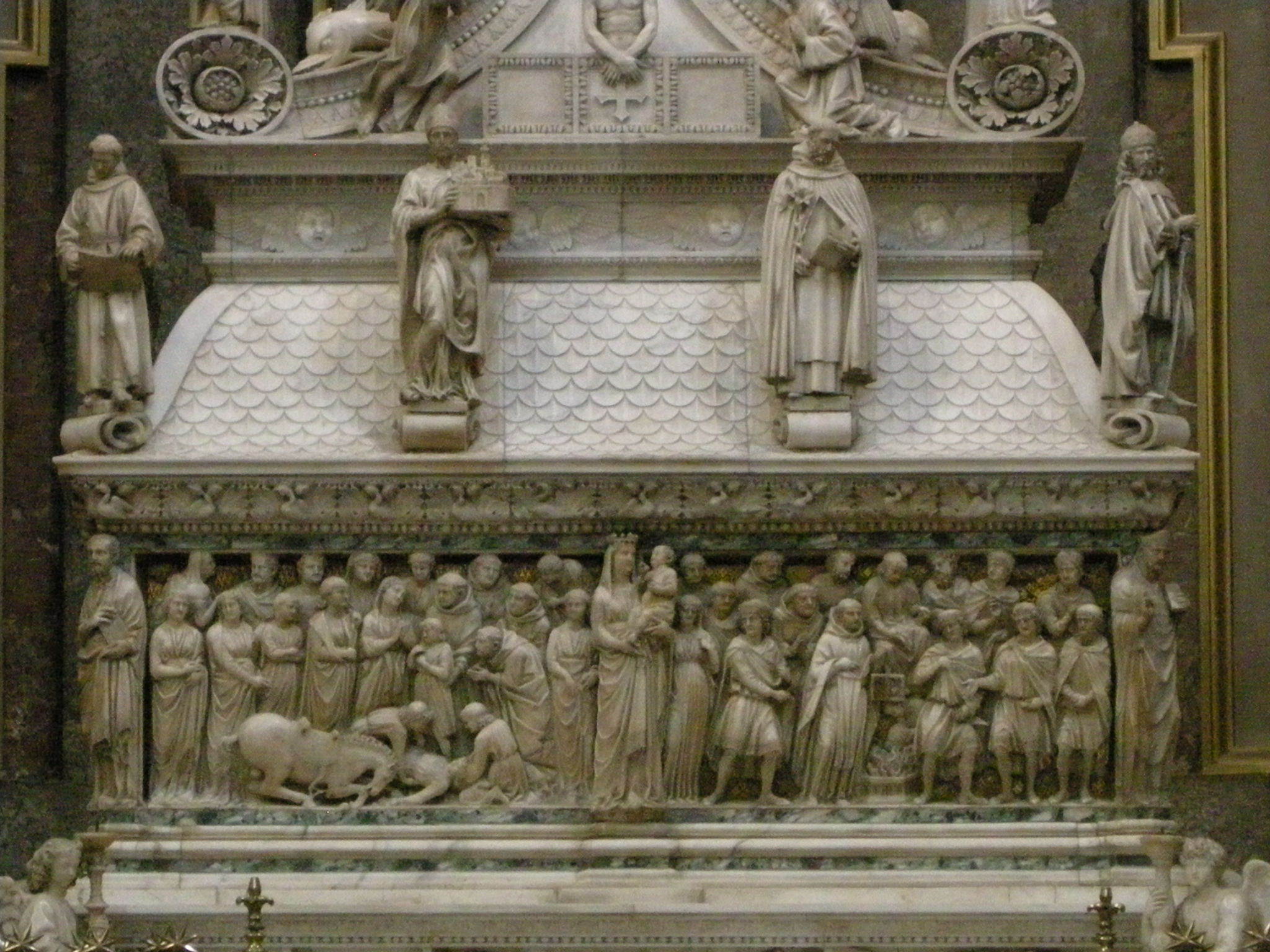
Sarcofago di Nicola Pisano con i due pannelli frontali (1264-1267) e di quattro statue (soprastanti) di santi protettori di Bologna di Niccolò dell'Arca (1469-1473)

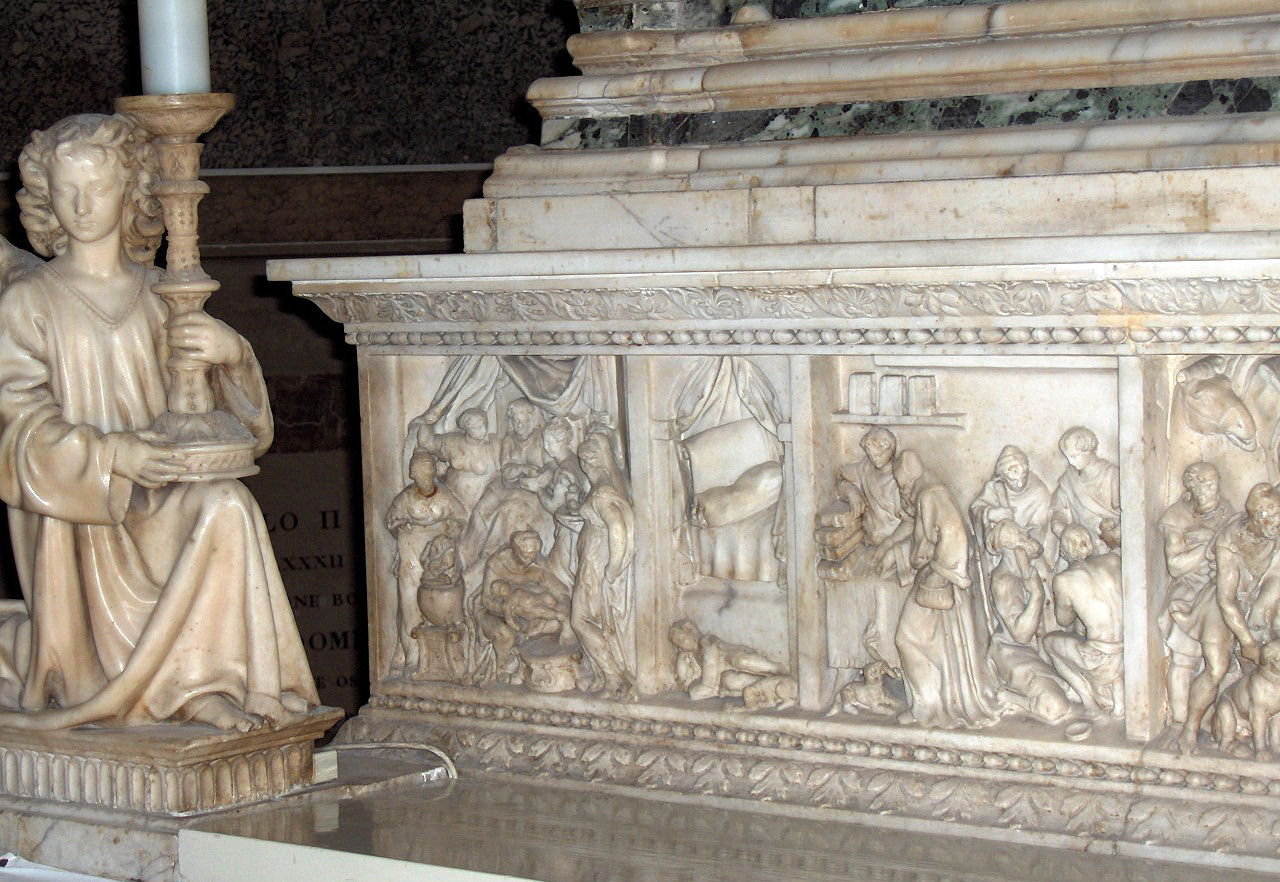
Dettaglio della stele di Alfonso Lombardi (1532): prime tre scene della vita di Domenico

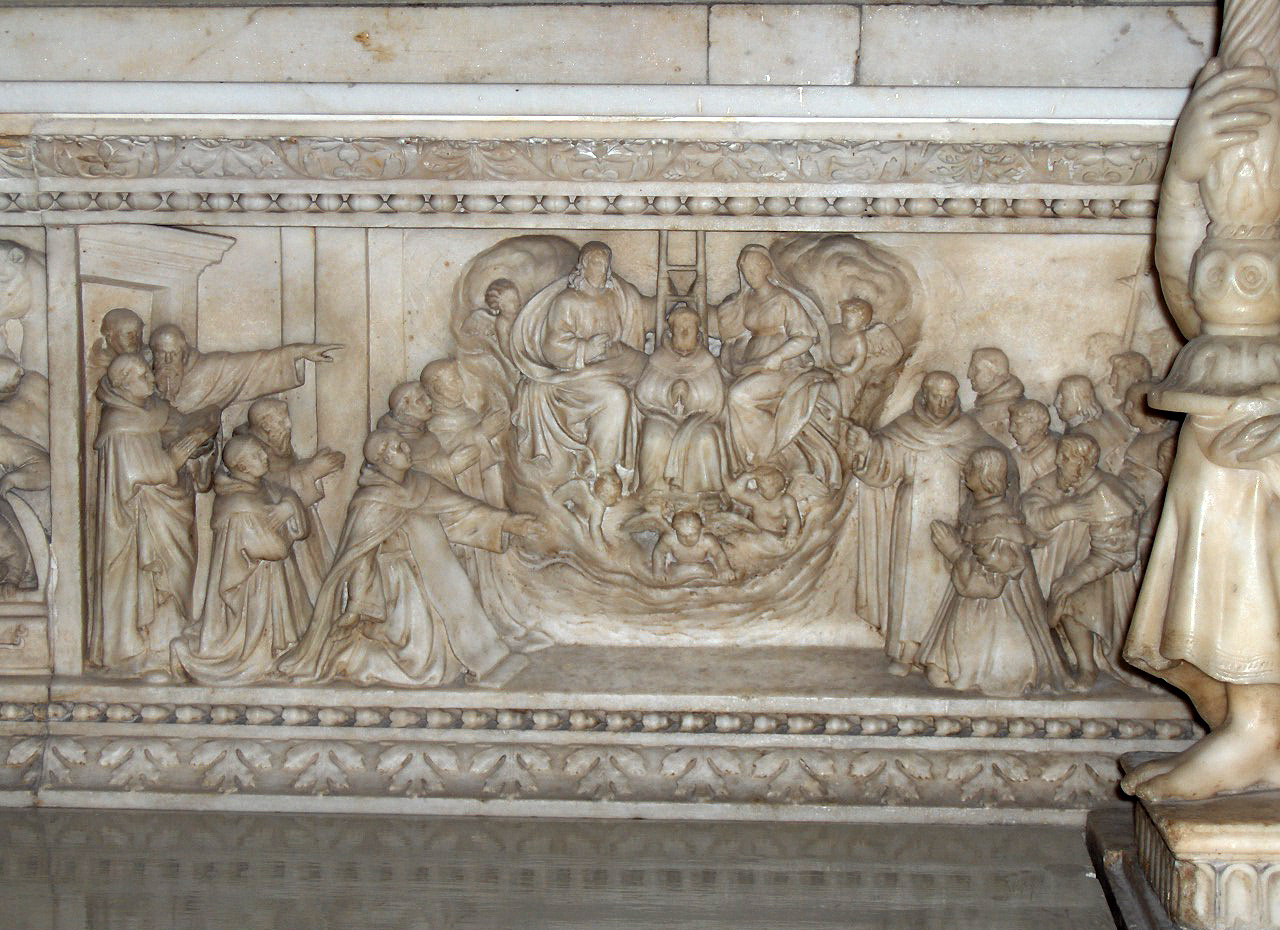
Dettaglio della stele di Alfonso Lombardi (1532): visione di fra' Guala della morte di Domenico

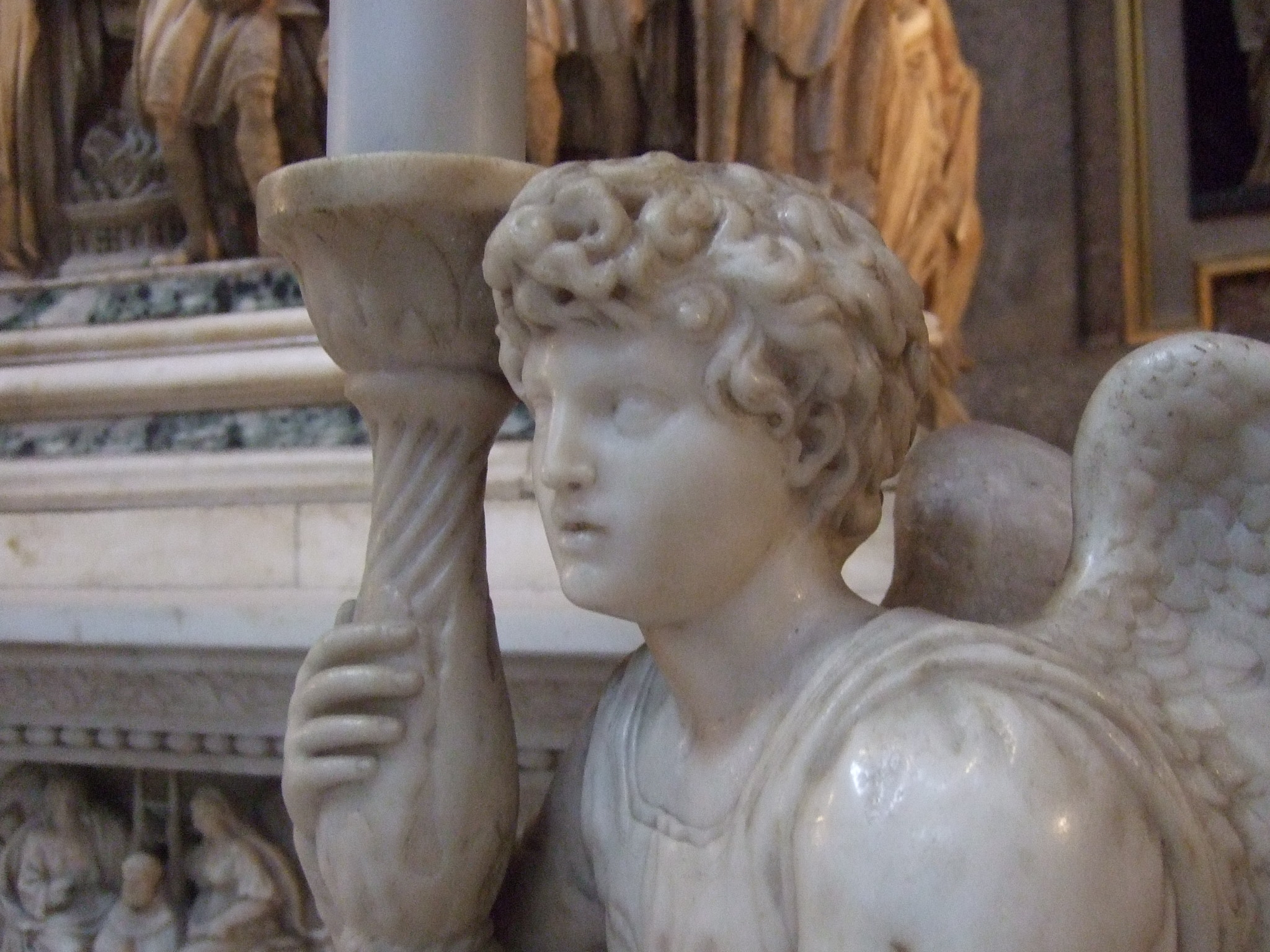
Dettaglio dell'Angelo reggicandelabro di Michelangelo (1494)

### La cimasa di Niccolò dell'Arca
Alla sommità della cimasa, nonché dell'intera arca, si vede Dio Padre che sorregge il mondo con la mano sinistra tenendolo vicino al cuore. Sotto i suoi piedi troviamo un altro globo più grande. Più in basso si vedono i simboli della creazione: i festoni di frutta stanno a significare la terra, i due putti si riferiscono al cielo e gli otto delfini al mare.
Ancora più in basso troviamo il mistero della Redenzione: Gesù Cristo morto è rappresentato in mezzo a due angeli, a destra quello dell'annunciazione e a sinistra quello della passione. Allo stesso livello degli angeli i quattro evangelisti (san Matteo, san Marco, san Luca e san Giovanni) che hanno diffuso al mondo intero il messaggio di Redenzione operato da Gesù Cristo.
Dopo le rappresentazioni del Padre e del Figlio, viene lo Spirito Santo. Lui non ha immagini, ma se ne vedono gli effetti: poco sotto si trovano, appoggiate a una cornice, i santi protettori di Bologna. Otto statue, nella parte anteriore: san Francesco, san Petronio, san Domenico e san Floriano; nella parte posteriore: sant'Agricola, san Giovanni Battista, san Procolo e san Vitale.

### Il sarcofago di Nicola Pisano e allievi
I 4 lati del sarcofago parallelepipedo sono decorati dai sei pannelli scolpiti ad altorilievo da Nicola Pisano e allievi. Questi rappresentano le Storie della vita e miracoli di san Domenico, intervallate da sei statuette: due al centro dei lati maggiori raffiguranti Cristo redentore e la Vergine stante con il Bambino, e quattro santi angolari legati all'istituzione dell'Ordine domenicano: Agostino, Onorio III, Paolo e Domenico con la disciplina. Cronologicamente la storia di san Domenico parte dal pannello di destra posto sul lato lungo del sarcofago rivolto verso l'entrata e si procede poi verso sinistra in senso orario:
- Prova del fuoco che brucia i libri degli albigesi. Le sculture descrivono un evento avvenuto in Linguadoca prima del 1216, quando Domenico operava, su richiesta del Papa Innocenzo III, per convertire i Catari. L'autorità locale, non sapendo se accogliere la parola di Domenico o quella dell'eresia albigese dei catari, chiese alle due parti di scagliare i loro libri nel fuoco. La verità sarebbe stata contenuta nel libro che avrebbe resistito alle fiamme. Nell'altorilievo si vede il fuoco al centro capeggiato da un giudice. Gli eretici, sulla destra, vedono i loro libri bruciare, mentre quello di Domenico, raffigurato alla sinistra del fuoco insieme ai confratelli, rimane sospeso.
- Miracolo della resurrezione di Napoleone Orsini caduto da cavallo. In uno dei numerosi viaggi a Roma, Domenico si imbatté nella morte per caduta da cavallo del giovane Napoleone Orsini, nipote del cardinale Stefano di Fossanova. Domenico lo risuscitò. La scena in basso è dominata dal cavallo e dal giovane caduti a terra, quest'ultimo soccorso da due passanti. In piedi vediamo lo stesso giovane, seguito da Domenico ed alcuni confratelli, riconsegnato ai familiari.
- I santi Pietro e Paolo consegnano la missione dell'Ordine. In uno dei viaggi a Roma, Domenico vide apparire San Pietro e San Paolo che gli consegnarono la Bibbia e un bastone con cui esercitare la sua predica. Sulla sinistra vediamo Domenico inginocchiato di fronte ai due santi ricevere il bastone e il libro. Sulla destra Domenico riunisce i confratelli per insegnargli a predicare con quegli strumenti.
- Approvazione dell'Ordine da parte di papa Innocenzo III. Nel 1216 Domenico chiese a papa Innocenzo III di approvare la sua regola. Il papa lo respinse, ma in seguito ad un sogno in cui vide Domenico sorreggere la Chiesa di San Giovanni in Laterano accolse di nuovo Domenico consigliandogli di adottare la regola agostiniana (fu solo papa Onorio III, alla fine dello stesso anno, ad approvare definitivamente la regola domenicana). A sinistra si vede il santo inginocchiato di fronte ad un papa freddo e distaccato. Al centro la visione del papa dormiente con Domenico che sorregge la chiesa e a destra Domenico inginocchiato di fronte ad un papa stavolta accogliente.
- Adesione di Reginaldo d'Orleans all'Ordine. Dal 1218 Domenico è a Bologna. Qui ricevette la visita di Reginaldo d'Orleans, docente di teologia alla Sorbona di Parigi. A Bologna il professore si ammalò gravemente, ma venne guarito da Domenico. A sinistra si vedono Reginaldo e Domenico a colloquio. Al centro il professore cade ammalato e a destra lo si vede coricato a letto mentre gli appare in sogno la Madonna che gli tocca il capo e gli mostra l'abito domenicano.
- Miracolo dei pani recati dagli angeli alla mensa del santo. Sempre nel 1218, Domenico è riunito con i confratelli nella piccola chiesa di San Niccolò delle Vigne a Bologna, la loro prima sede dopo l'arrivo nella città italiana. Mancando i viveri per la cena, Domenico si mise a pregare e subito apparvero due giovinetti (o angeli) che portarono pane e fichi. La scena vede sette domenicani a tavola, incluso Domenico al centro. Davanti a loro i due giovani portano le vivande per la cena.

Dall'analisi stilistica di molte figure scolpite che presentano caratteristiche più goticheggianti, con forme nervose e lineamenti più marcati, ma soprattutto per il fatto che dal 1265 Nicola era contemporaneamente impegnato a Siena per l'importante commissione del pergamo del Duomo, gli studiosi sono concordi nel vedere un'ampia partecipazione della bottega: fu scolpita prevalentemente da Arnolfo di Cambio e dal converso domenicano Guglielmo da Pisa, oltre che da due altri allievi (Lapo e Donato) citati da Vasari, ma non altrimenti noti.

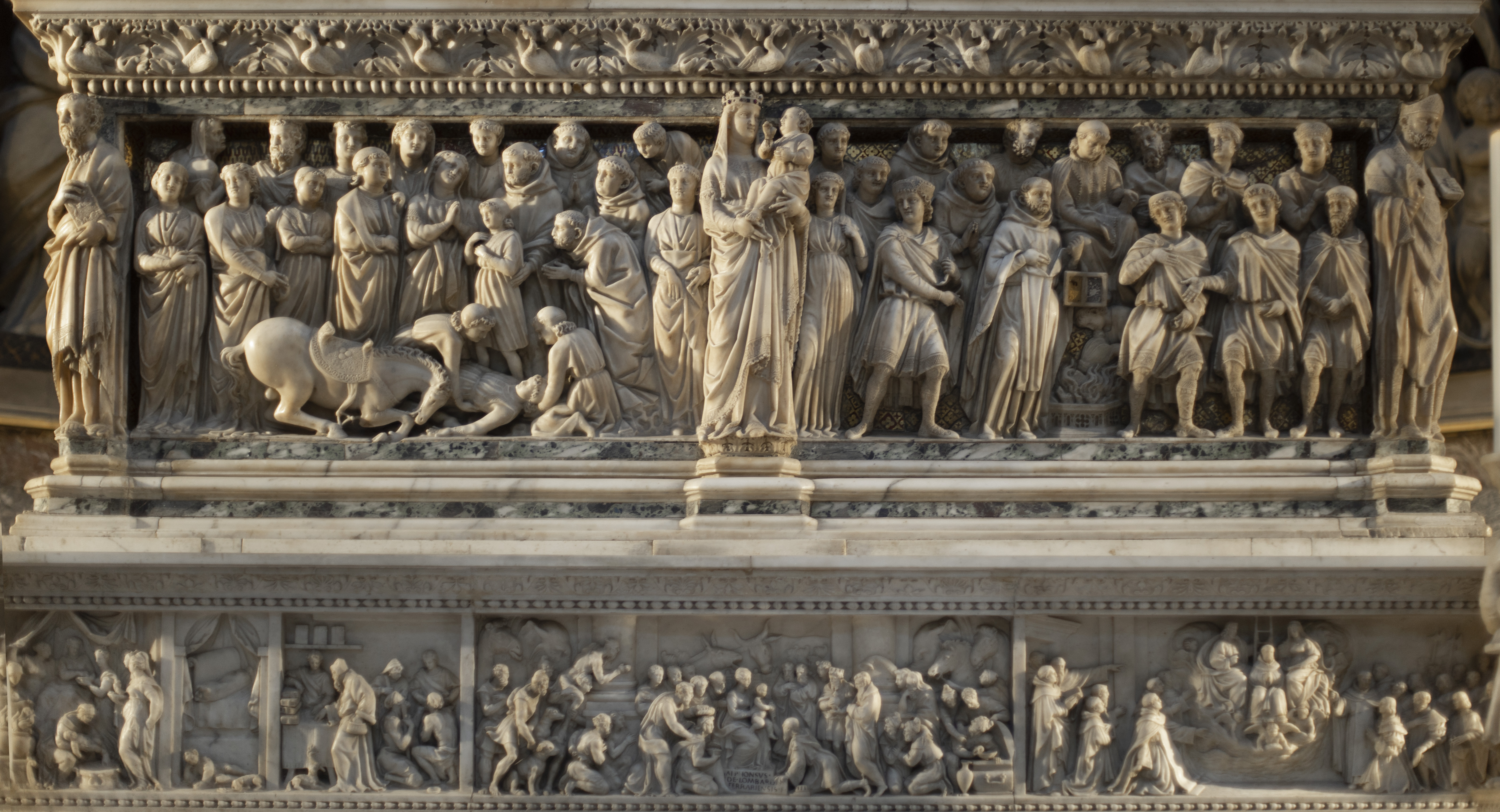
Miracolo della resurrezione di Napoleone Orsini caduto da cavallo e Prova del fuoco che brucia i libri degli albigesi
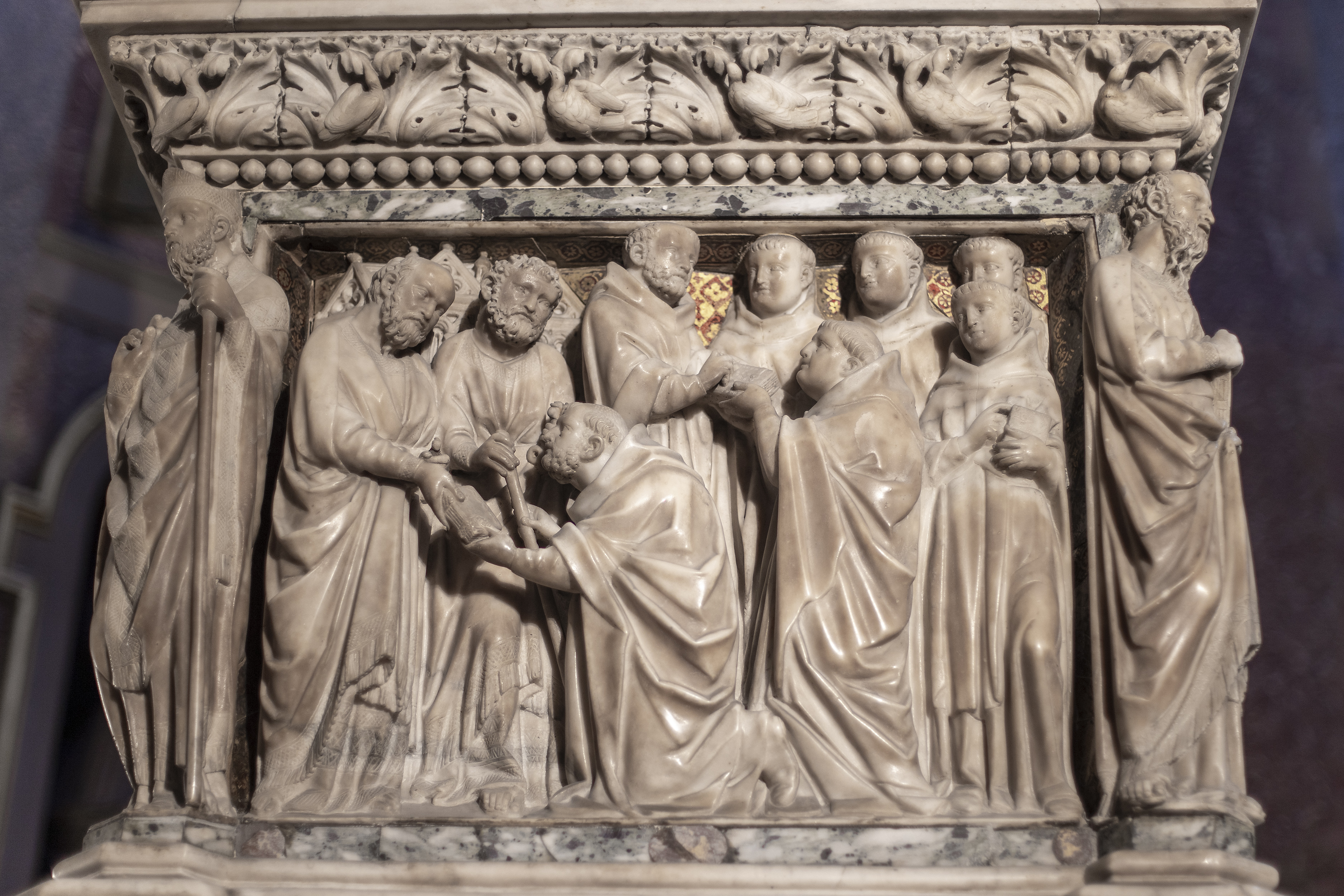
I santi Pietro e Paolo consegnano la missione dell'Ordine
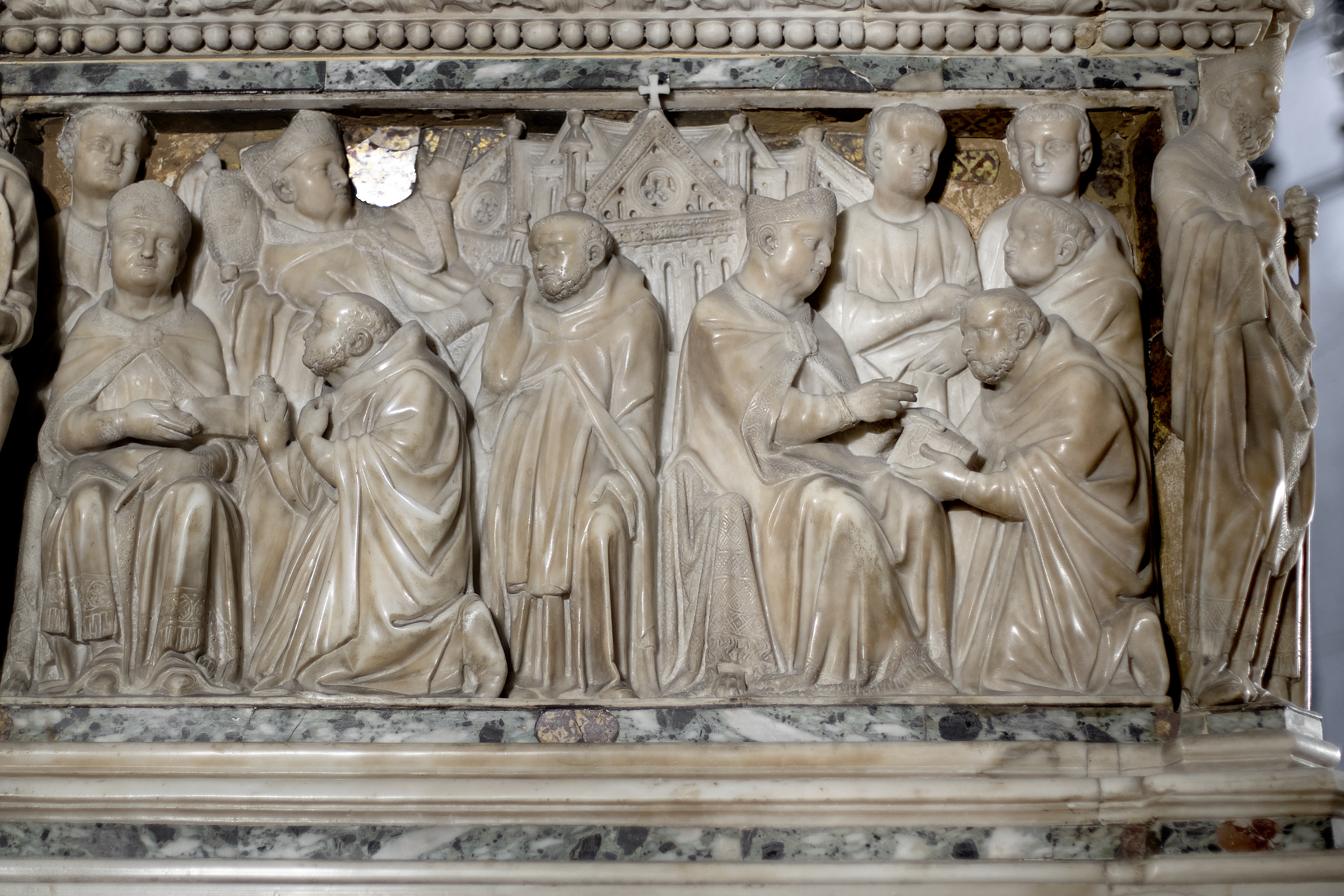
L'approvazione della regola da parte di papa Innocenzo III
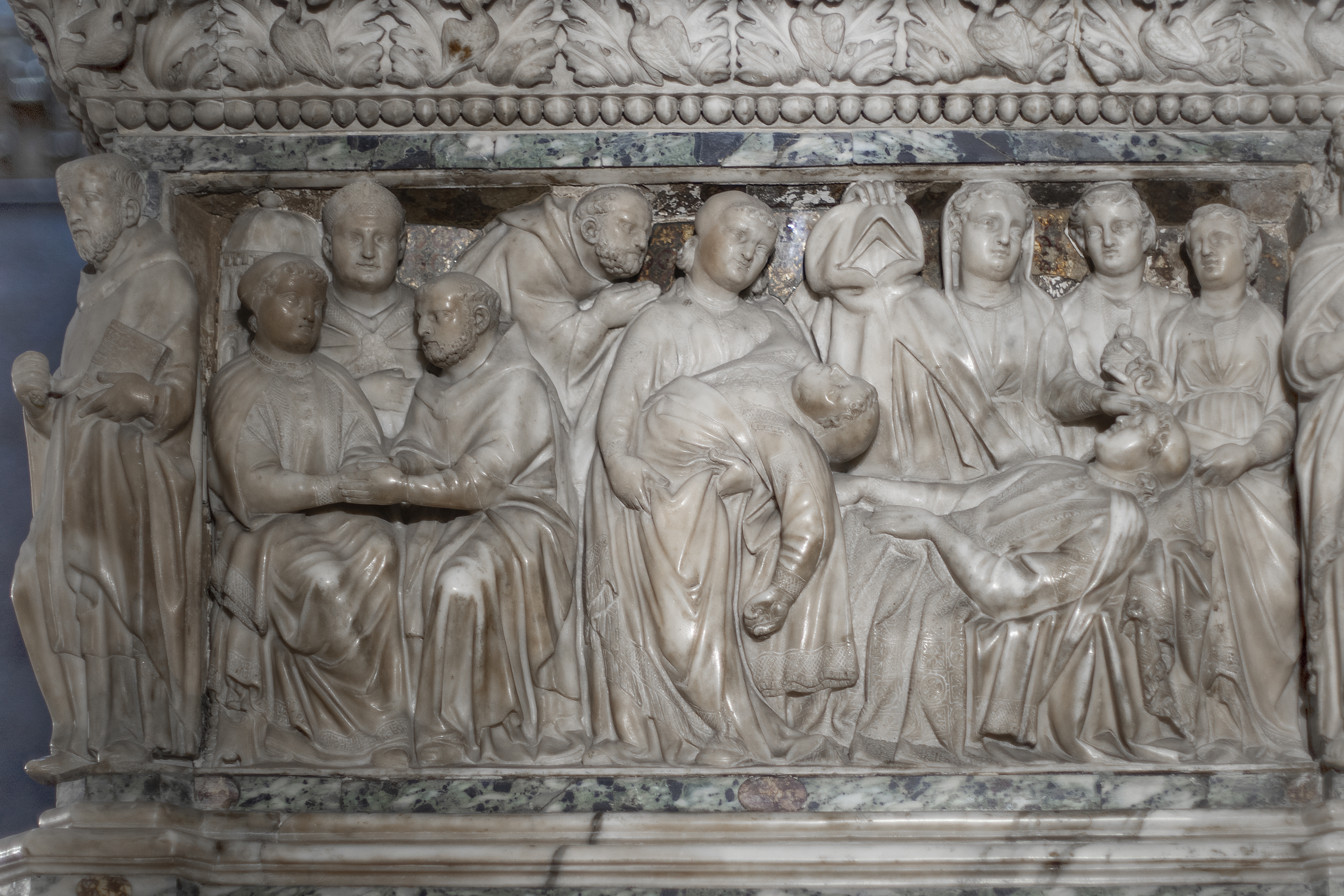
Adesione di Reginaldo d'Orleans all'Ordine
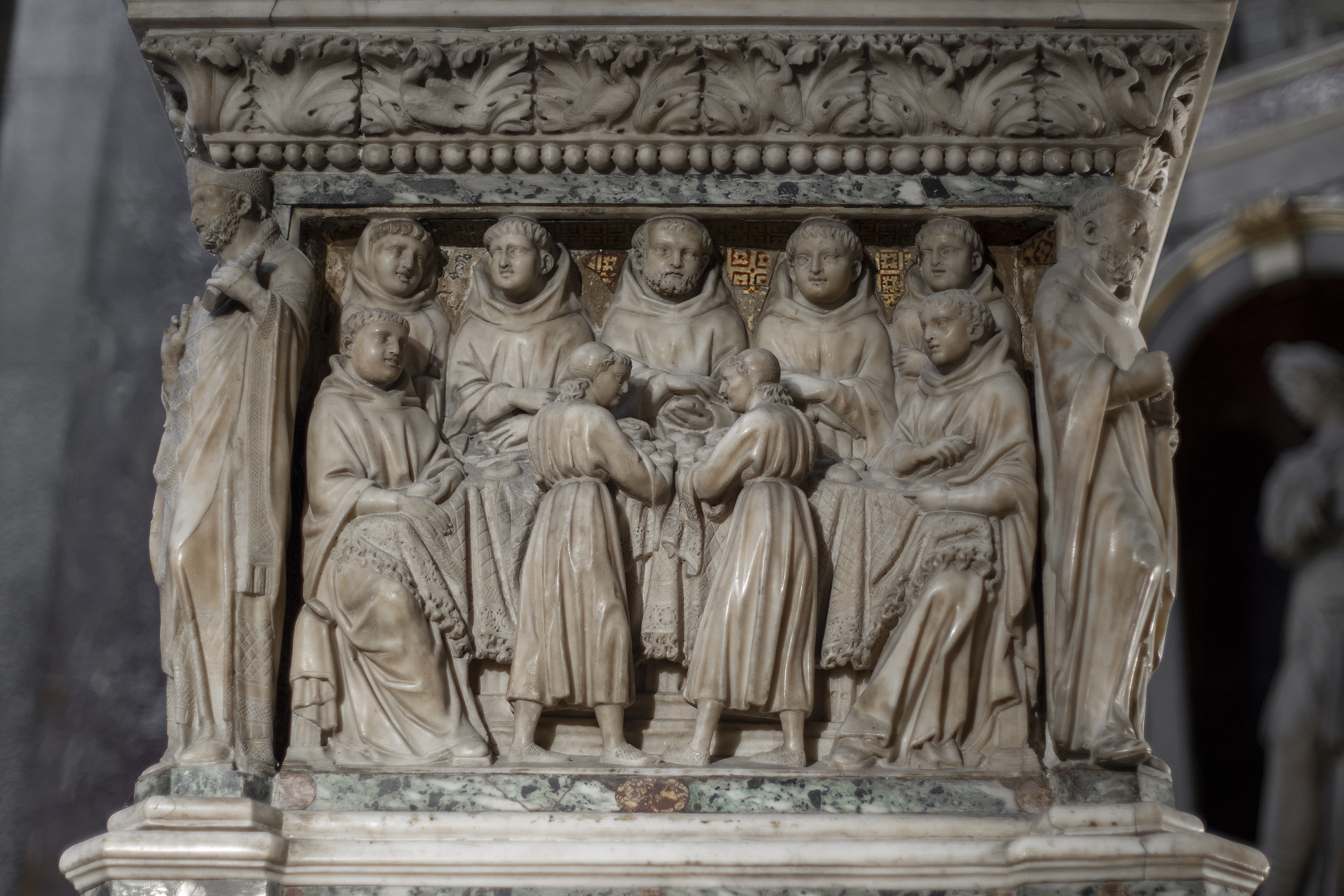
La cena dei frati servita dagli angeli

### La stele di Alfonso Lombardi
Sotto al sarcofago decorato da Nicola Pisano e allievi troviamo la stele di Alfonso Lombardi con l'adorazione dei magi (al centro) e scene della vita del santo (ai lati). Partendo da sinistra abbiamo:
- Nascita di Domenico. In alto si vede la madre di Domenico assistita da altre donne mentre una nutrice, più in basso, fa il bagnetto al neonato.
- Domenico fanciullo si sdraia sul pavimento. Si narra che Domenico bambino, per un desiderio innato di austerità, abbia lasciato il comodo letto ed abbia voluto dormire sul pavimento freddo. La scena raffigura proprio il bambino sdraiato ai piedi del letto. Si vede anche un cane (simbolo dei domenicani) con in bocca una torcia, allusione al sogno della madre di Domenico e riferimento al fatto che il nascituro avrebbe incendiato il mondo con la sua opera.
- Vendita dei libri. Durante gli studi a Palencia Domenico vendette i suoi costosi libri per assistere alcuni affamati. Nell'occasione disse “non voglio studiare su dei libri in pelle morta mentre degli uomini muoiono di fame”. A sinistra si vede il giovane Domenico che tratta ad un tavolo la vendita dei libri con un mercante. A destra si vede lo stesso Domenico che distribuisce i proventi delle vendite a tre affamati. Nella scena è visibile ancora, in basso a sinistra, il cane con la torcia in bocca.
- Adorazione dei Magi. La scena dell'epifania raffigurata al centro della stele è insolita in un contesto di narrazione della vita di Domenico. Tuttavia si riferisce all'esortazione di Domenico verso i suoi confratelli a cercare il Cristo con la stessa assiduità e passione dei Re Magi.
- Morte di Domenico. La scena raffigura la visione di Fra' Guala, priore di Brescia, che vide, nello stesso momento in cui Domenico morì, un'apertura nel cielo attraverso la quale un domenicano era seduto ai piedi di una scala tenuta ai due lati dalla Madonna e da Gesù Cristo. Questi fecero salire la scala sollevando la sedia con il domenicano, finché questo non fu risucchiato da un fascio di luce e da un canto di angeli. Nella scena si vedono una serie di figure inginocchiate o in piedi che scorgono l'ascesa di Domenico.

### Altre decorazioni
Ai lati della stele di Alfonso Lombardi ci sono due angeli reggitorcia. Quello di sinistra è di Niccolò dell'Arca (1469-1473) mentre quello di destra è di Michelangelo (1494). Sotto l'altare dell'Arca è presente un bassorilievo con la morte di Domenico di Jean-Baptiste Boudard (1768). Dietro l'arca è conservato anche il prezioso reliquiario trecentesco di Jacopo Roseto da Bologna (1383) contenente il capo di san Domenico, che veniva portato in processione per le vie della città in occasione della festa del Santo.

## Il valore documentario dell'Arca
Le sei scene scolpite da Nicola Pisano ai lati del sarcofago hanno un notevole valore documentario, oltre che artistico, in quanto sono raffigurazioni di episodi narrati allo scultore da frati dell'ordine che avevano conosciuto Domenico quando questi era ancora in vita. L'arca si configura quindi come un documento della vita del santo.
L'arca è anche un modo per ammirare e confrontare gli stili della scultura italiana nelle varie fasi della sua storia, dal XIII secolo (Nicola Pisano e allievi) al XVIII secolo (Jean-Baptiste Boudard), passando attraverso il XV secolo (Niccolò dell'Arca e Michelangelo) e il XVI secolo (Alfonso Lombardi).

## Il messaggio dell'Arca
L'arca è un vero e proprio compendio di teologia. Va letta dall'alto verso il basso e riporta sia la disposizione gerarchica della Chiesa che la successione cronologica degli eventi. Alla sommità si trova Dio Padre, dominatore del mondo che infatti è raffigurato sotto i suoi piedi. Allo stesso tempo però Dio tiene un'altra raffigurazione del mondo vicino al suo cuore, ad indicare che ama l'oggetto del suo dominio. Più sotto c'è tutto il suo creato, ovvero la terra, l'aria e il mare, rappresentati rispettivamente dalle ghirlande di fiori e frutti, dagli angeli e dai delfini. All'interno di questo creato c'è il Mistero della Redenzione, rappresentato dal Cristo e dai due angeli, quello dell'annunciazione (dell'incarnazione di Dio nell'uomo) e quello della Passione che appare al Cristo nel giardino del Getsemani. Sullo stesso livello si trovano i quattro evangelisti che diffondono il messaggio della Redenzione al mondo intero. Ad un livello ancora più basso si colloca l'opera della Chiesa, rappresentata dagli 8 santi patroni di Bologna. In seno a questa chiesa nasce l'Ordine dei Frati Predicatori, il cui capostipite è Domenico, celebrato dall'arca e conservato al suo interno.
Attorno all'arca, tutte le sere, i frati domenicani del convento che la ospitano si riuniscono per pregare il loro padre fondatore.